# DFB-Jugend-Kicker-Pokal 1993/94
Der DFB-Jugend-Kicker-Pokal 1994 war die 8. Auflage dieses Wettbewerbes. Sieger wurde der FC Augsburg, das im Finale den 1. FC Köln mit 2:1 besiegte.

## Teilnehmende Mannschaften
| Regionalverband Nord                                                                                              | Regionalverband West                                                                                | Regionalverband Südwest                                                       | Regionalverband Süd | Regionalverband Nordost |
| --- | --------------------------------------------------------------------------------------------------- | ----------------------------------------------------------------------------- | --- | --- |
| - Schleswig-Holstein: TSB Flensburg - Hamburg: SC Vorwärts-Wacker 04 - Bremen: SC Vahr - Niedersachsen: SV Meppen | - Westfalen: Sportfreunde Oestrich-Iserlohn - Mittelrhein: 1. FC Köln - Niederrhein: Wuppertaler SV | - Rheinland: TuS Koblenz - Südwest: 1. FSV Mainz 05 - Saarland: FC 08 Homburg | - Hessen: Rot-Weiss Frankfurt - Baden: SV Sandhausen - Südbaden: SC Pfullendorf - Württemberg: Stuttgarter Kickers - Bayern: FC Augsburg | - Mecklenburg-Vorpommern: FC Hansa Rostock - Brandenburg: FC Energie Cottbus - Berlin: Reinickendorfer Füchse - Sachsen-Anhalt: Magdeburger SV 90 - Thüringen: FC Rot-Weiß Erfurt - Sachsen: 1. FC Dynamo Dresden |

## Vorrunde
| Gruppe Nord-West:   |                                |     |                       |
| So 29.05., 11:00    | FC Hansa Rostock               | 5:1 | SC Vahr               |
| So 29.05., 11:00    | Reinickendorfer Füchse         | 9:2 | TSB Flensburg         |
| Sa 28.05., 17:00    | Sportfreunde Oestrich-Iserlohn | 2:0 | SC Vorwärts-Wacker 04 |
| Gruppe Süd-Südwest: |                                |     |                       |
| So 29.05., 11:00    | FC 08 Homburg                  | 1:0 | TuS Koblenz           |
| So 29.05., 11:00    | SV Sandhausen                  | 0:2 | FC Augsburg           |

## Achtelfinale
| Gruppe Nord-West:   |                                |                       |                        |
| So 05.06., 11:00    | Wuppertaler SV                 | 5:2                   | FC Energie Cottbus     |
| So 05.06., 11:00    | Magdeburger SV 90              | 0:5                   | 1. FC Köln             |
| So 05.06., 15:00    | Sportfreunde Oestrich-Iserlohn | 4:2                   | SV Meppen              |
| So 05.06., 11:00    | FC Hansa Rostock               | 1:1 n. V. (5:4 i. E.) | Reinickendorfer Füchse |
| Gruppe Süd-Südwest: |                                |                       |                        |
| So 05.06., 11:00    | SV Stuttgarter Kickers         | 1:0                   | SG Rot-Weiss Frankfurt |
| So 05.06., 11:00    | FC Rot-Weiß Erfurt             | 1:4                   | 1. FC Dynamo Dresden   |
| So 05.06., 11:00    | 1. FSV Mainz 05                | 0:2                   | FC 08 Homburg          |
| So 05.06., 15:00    | SC Pfullendorf                 | 0:5                   | FC Augsburg            |

## Viertelfinale
| Gruppe Nord-West:   |                      |     |                                |
| So 12.06., 11:15    | 1. FC Köln           | 3:0 | Wuppertaler SV                 |
| So 12.06., 10:30    | FC Hansa Rostock     | 1:2 | Sportfreunde Oestrich-Iserlohn |
| Gruppe Süd-Südwest: |                      |     |                                |
| So 12.06., 11:00    | 1. FC Dynamo Dresden | 3:1 | SV Stuttgarter Kickers         |
| Sa 11.06., 16:30    | FC Augsburg          | 5:2 | FC 08 Homburg                  |

## Halbfinale
| Gruppe Nord-West:   |                                |                       |                      |
| So 19.06., 11:00    | Sportfreunde Oestrich-Iserlohn | 1:1 n. V. (1:2 i. E.) | 1. FC Köln           |
| Gruppe Süd-Südwest: |                                |                       |                      |
| So 19.06., 11:00    | FC Augsburg                    | 3:1                   | 1. FC Dynamo Dresden |

## Finale
| Paarung        | FC Augsburg – 1. FC Köln |
| Ergebnis       | 2:1 (1:0) |
| Datum          | Sonntag, 25. Juni 1994 |
| Stadion        | Rosenaustadion, Augsburg |
| Zuschauer      | 1.500 |
| Schiedsrichter | Hans Fux (Stutensee) |
| Tore           | 1:0 Berkant Oral (6.) 2:0 Berkant Oral (55.) 2:1 Rocco Kühn (88., Foulelfmeter) |
| FC Augsburg    | Darius Kampa – Daniel Sengewald – Patrick Neumann (85. Marcel Harb), Stephan Kröger – Oliver Anspacher, Christian Krzyzanowski, Marcello di Santo, Frank Gerster , Volker Osswald (67. Peter Galun) – İlhan Mansız, Berkant Oral (82. Thomas Luichtl) Cheftrainer: Heiner Schuhmann |
| 1. FC Köln     | Marco Katzorke – Udo Kirst – Marcus Korek, Nicolas Eckl (66. Sascha Bauer) – Jan Lindner, Sebastian Kunz, Hagen Brinkmann (76. Wenserski), Sven Fischer, Daniel Kijak – Murat Aydin, Rocco Kühn Cheftrainer: Frank Schaefer                                                         |
| Gelbe Karten   | keine – Eckl, Kirst |
| Zeitstrafen    | keine – Kunz |